# Нижній Іст-Сайд
Нижній Іст-Сайд (англ. Lower East Side) іноді скорочено LES — історичний нейборгуд у південно-східній частині Мангеттена в Нью-Йорку. Розташований приблизно між Бауері та Іст-Ривер від Канал-стріт до Х'юстон-стріт. Історично вважалося, що він охоплює набагато більшу територію, від Бродвею до Іст-Рівер і зі сходу 14-ї до Фултон-стріт і Франклін-стріт.
Традиційно іммігрантський район робітничого класу, почав стрімку джентрифікацію в середині 2000-х років, що спонукало Національний фонд охорони історичних пам'яток включити цей район до списку найбільш загрозливих місць Америки в 2008 році.
Нижній Іст-Сайд є частиною Манхеттенського району 3, і його основний поштовий індекс 10002. Патрулює його 7-й дільниця департаменту поліції Нью-Йорка.